# Холина, Ольга Михайловна
Ольга Михайловна Холина (15 июня 1897, Козлов, Тамбовская губерния, Российская Империя — 22 января 1987, Вильнюс, Литовская ССР, СССР) — русская театральная актриса. Народная артистка Литовской ССР (1956).

## Биография
Родилась в 1897 году в городе Козлов Тамбовской губернии Российской империи.
Училась в Москве в театральном училище под руководством А. П. Петровского при Театре Корша.
В 1920—1940-е годы — актриса в московских театрах Театре им. Каляева и Театре им. МГСПС, затем в Смоленске, Калинине, Баку, Киеве, во время войны в эвакуации служила во владивостокском Театре им. Горького.
С 1947 года актриса Русского драматического театра Литовской ССР в Вильнюсе.
Умерла в 1987 году в Вильнюсе.
Муж — заслуженный артист Литовской ССР Иосиф Дубравин.